# Veintitrés de Mayo
Veintitrés de Mayo es una localidad del estado mexicano de Jalisco. Es parte del municipio de San Julián.

## Demografía
| Gráfica de evolución demográfica |
|                                  |

| Censo | Población |
| ----- | --------- |
| 1990  | 553       |
| 2000  | 924       |
| 2010  | 1 579     |
| 2020  | 1 328     |